# Midnight Talks
Midnight Talks è il quarto album degli A Toys Orchestra, pubblicato nel 2010.

## Il disco
Pubblicato il 2 aprile 2010, il disco si avvale della collaborazione di diversi artisti della scena indipendente italiana, tra cui Enrico Gabrielli (fiati, orchestrazioni e arrangiamenti), Rodrigo D'Erasmo (archi) e Alessandro "Asso" Stefana (chitarre).
La copertina è stata realizzata da Graziano Staino.
Per quanto riguarda lo stile, rispetto al passato, la matrice rock prende il sopravvento sugli altri generi musicali utilizzati in precedenza (indie pop, shoegaze).

## Tracce
1. Sunny Days
2. Red Alert
3. Mystical Mistake
4. The Day of the Bluff
5. Celentano
6. Plastic Romance
7. Plastic Romance part two
8. Pills on My Bill
9. Frankie Pyroman
10. Blackbone Blues
11. Look in Your Eyes
12. Summer
13. The Golden Calf
14. Somebody Else

## Formazione

### Gruppo
- Enzo Moretto - voce, chitarra, piano, synth, chitarra slide
- Ilaria D'Angelis - voce, synth, piano, chitarra, basso
- Fausto Ferrara - synth, organo, accordion
- Raffaele Benevento - basso, chitarra, voce
- Andrea Perillo - batteria, percussioni

### Ospiti
- Enrico Gabrielli - fiati, arrangiamenti orchestrali, flauto, clarinetto, sassofono
- Rodrigo D'Erasmo - archi
- Alessandro 'Asso' Stefana - chitarra
- Luciano Macchia - trombone
- Raffaele Kholer - tromba
- Francesco Donadello - drum machine in The Day of the Bluff